# Ganbarion
Ganbarion è una compagnia giapponese di videogiochi fondata il 13 agosto 1999. La società si occupa prevalentemente della pianificazione e lo sviluppo di videogame per console. Le principali società per cui sviluppa Ganbarion sono Nintendo e Namco Bandai. Tra i loro prodotti di spicco troviamo Jump Super Stars, Jump Ultimate Stars e il più recente Pandora's Tower.

## Giochi sviluppati da Ganbarion
- One Piece: Grand Battle! (2001) (solo Giappone)[1]
- One Piece: Grand Battle! 2 (2002) (solo Giappone)[2]
- Azumanga Donjara Daioh (2002) (solo Giappone)[3]
- One Piece: Grand Battle 3 (2003) (solo Giappone)[4]
- Vattroller X (2004) (solo Giappone)[5]
- One Piece: Grand Battle! Rush! (2005)[6]
- Jump Super Stars (2005)[7]
- One Piece: Grand Adventure (2006)
- Jump Ultimate Stars (2006)[8]
- One Piece: Unlimited Adventure (2007)[9]
- One Piece: Unlimited Cruise (2008-2009)[10][11]
- One Piece: Gigant Battle! (2010)[12]
- Issho ni Asobou! Dream Theme Park (2011) (solo Giappone)
- Pandora's Tower (2012)[13]
- Wii Fit U (co-sviluppato con Nintendo EAD) (2013)
- One Piece: Unlimited World Red (2013-2014)
- One Piece: Super Grand Battle! X (2014)